# João Rodrigues do Lago
D. João Rodrigues do Lago (1300 - c. 1372) foi um e fidalgo e cavaleiro medieval português, tendo como tal servido o rei na jornada e conquista de Azamor, África do Norte.
Foi Senhor do solar e da Domus Fortis denominada Torre do Lago de entre os rios Homem e Cávado.
Foi possuidor propriedades que lhe foram aprazadas pelo Duque de Bragança e Barcelos, D. Jaime “pelo bem que o tinha servido na jornada e conquista de Azamor, África do Norte, e por ser descendente dos primeiros senhores daquele castelo e Quinta".

## Relações familiares
Foi filho de D. Pedro Gomes do Lago (1260 - 1345) e de D. Elvira Martins de Talhavezes, e legitimado por carta do rei D. Dinis I de Portugal. Casou com Inês Dias do Rego, filha de Rui Dias do Rego (e então viúva de Nuno Viegas, "o moço") de quem teve:
1. D. Senhorinha Anes do Lago (c. 1330 - 1399) casada com Diogo Gomes Froes (1325 - 1377).

## Bibliografa
- Manuel José da Costa Felgueiras Gayo, Nobiliário das Famílias de Portugal, Carvalhos de Basto, 2ª Edição, Braga, 1989, vol. VI pág. 214 (Lagos).